# Марко Мінгетті
Марко Мінгетті (італ. Marco Minghetti; 18 листопада 1818 — 10 грудня 1886) — італійський економіст, письменник, журналіст, державний і політичний діяч, двічі обіймав посаду прем'єр-міністра Італії.

## Життєпис
Народився у Болоньї. Там же став відомим журналістом. 1847 року Папа Римський Пій IX зробив його членом «Consultà» (державної ради), скликаної в Римі, а 14 березня 1848 Марко отримав портфель міністра громадських робіт у кабінеті кардинала Антонеллі, втім уже в квітні вийшов у відставку разом з усім кабінетом, коли папа висловився проти війни з Австрією.
1859 року Камілло Бенсо ді Кавур призначив Марко першим секретарем міністерства закордонних справ. Після укладення Віллафранкського миру Марко вийшов у відставку (разом з Кавуром) та виїхав до Болоньї, де взяв участь у русі за приєднання до П'ємонту, а коли приєднання відбулось, вирушив до Турина як депутат від рідного міста.
1860 року отримав портфель міністра внутрішніх справ у кабінеті Кавура. Він зберіг свою посаду в кабінеті Беттіно Рікасолі, а потім очолював міністерство фінансів в уряді Фаріні. Після відставки з останньої міністерської посади сформував власний кабінет. Продовжуючи політику зближення з Францією, Мінгетті уклав з нею договір, відповідно до якого Франція зобов'язувалась очистити Рим, а Італія — назавжди відмовитись від нього й перенести столицю з Турина до Флоренції. Загальне невдоволення, спричинене тим договором, призвело до падіння кабінету Мінгетті у вересні 1864 року.
1869 року Мінгетті отримав пост міністра сільського господарства в третьому кабінеті Менабреа. До того часу його симпатії в міжнародній політиці настільки змінились, що головним чином завдяки його протидії не вдався союз Наполеона III з Італією проти Пруссії.
Від 1870 до 1873 року Марко був послом Італії у Відні, а після падіння кабінету Ланци, йому знову доручили сформувати свій кабінет, в якому він також узяв собі міністерство фінансів. За часів свого врядування Мінгетті зумів сформувати бездефіцитний бюджет, але не зміг розпочати процес скасування примусового курсу. За його керівництва частина залізниць перейшла в державну власність. 1876 року він вийшов у відставку.